# Józef Muślewski
Józef Muślewski (ur. 8 marca 1893 w Śremie, zm. 6 kwietnia 1940 we Lwowie) – polski wojskowy, powstaniec wielkopolski. Kawaler Orderu Virtuti Militari.

## Życiorys
Syn młynarza Wojciecha i Marii ze Słomińskich. Ukończył szkołę rolniczą w Śremie, a potem podjął praktykę rolniczą w Posadowie. 11 listopada 1914 powołany do armii pruskiej (kolejno: 46 pułk piechoty, 20 Poznański pułk artylerii polowej, 258 pułk artylerii polowej). W 1917 został mianowany podporucznikiem. W listopadzie 1918 wrócił do Śremu, gdzie dołączył do miejscowego podziemia niepodległościowego, m.in. organizując w powiecie śremskim plutony Służby Straży i Bezpieczeństwa. W początku grudnia tego roku zorganizował, liczącą około 130 osób, I Kompanię Śremską i został jej dowódcą. Walczył m.in. pod Zbąszyniem. 30 stycznia 1919 wyróżniono go rozkazem dziennym za waleczne wytrwanie na posterunku po bitwie pod Zbąszyniem, mimo zamieszania jakie wówczas powstało. Od 1 lutego 1919 walczył pod Rawiczem. Wyróżnił się 10 lutego w bitwie pod Zieloną Wsią, kiedy to sformował baterię ze zdobycznych armat. 10 marca 1919 przeniesiony został do 1 pułku artylerii polowej (dowództwo 2. baterii). W tym czasie mianowano go porucznikiem. Walczył o Lwów pod dowództwem generała Daniela Konarzewskiego. W wojnie z bolszewikami brał udział wraz z 15 Wielkopolskim pułkiem artylerii polowej. Został mianowany dowódcą 5 baterii. 
Szczególnie odznaczył się w lipcu 1919 w walce pod Narajowem, gdzie „doprowadził baterię na wyznaczone stanowisko, celnym ogniem zdemoralizował oddziały przeciwnika umożliwiając piechocie zajęcie m. Narajów. W trakcie walki zabito pod nim konia. Na wniosek gen. R. Niemiry, za czyny odwagi, poświęcenia i junackiej brawury został odznaczony Orderem Virtuti Militari”.
Od 7 listopada 1921 przesunięty do sztabu dywizjonu. 13 lutego 1922 przeszedł do rezerwy. Awansowany do stopnia kapitana 8 czerwca 1922
W 1923 wydzierżawił majątek ziemski Kaczki koło Wyrzyska. W 1934 mianowany majorem rezerwy artylerii. We wrześniu 1939 ewakuował się do Lwowa wraz z rodziną. Zmarł tam na tyfus.

## Ordery i odznaczenia
- Krzyż Srebrny Orderu Wojskowego Virtuti Militari nr 939[2]
- Krzyż Niepodległości[2]
- Krzyż Walecznych[3][2]

## Życie prywatne
Żonaty z Łucją Reysowską. Mieli dwoje dzieci: Romualda (ur. 1926) oraz Barbarę (ur. 1927)